# H. L. Hunley (submarino)
El H. L. Hunley fue uno de los primeros sumergibles con los que contó la Armada de la Confederación durante la guerra de Secesión. Recibió el nombre de su constructor, Horacio Lawson Hunley. Desapareció en 1864, tras lograr hundir un barco unionista, y su pecio fue reflotado en 2000, con los restos de su tripulación en el interior.

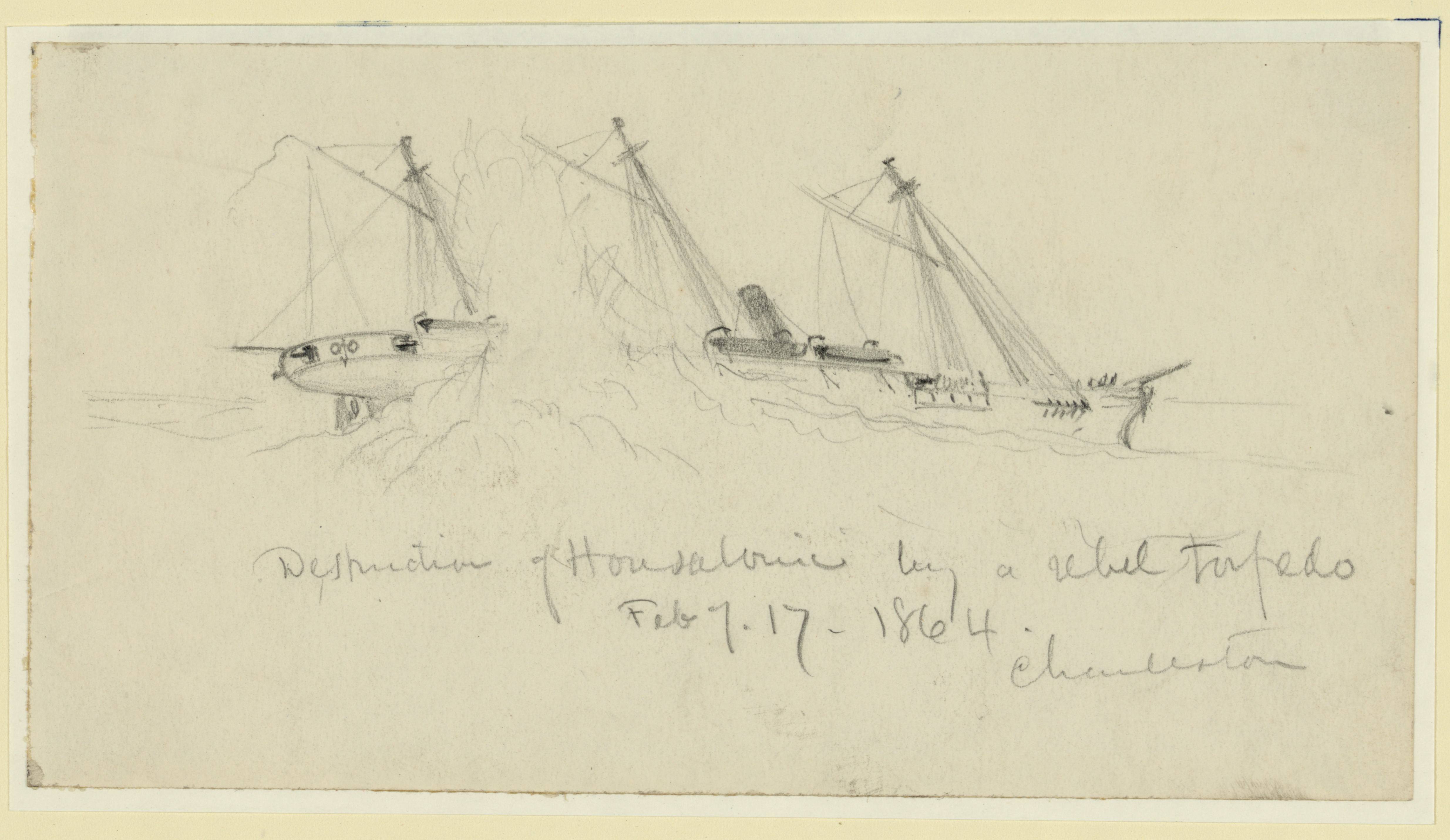
El Hunley destruye el USS Housatonic.

## Carrera

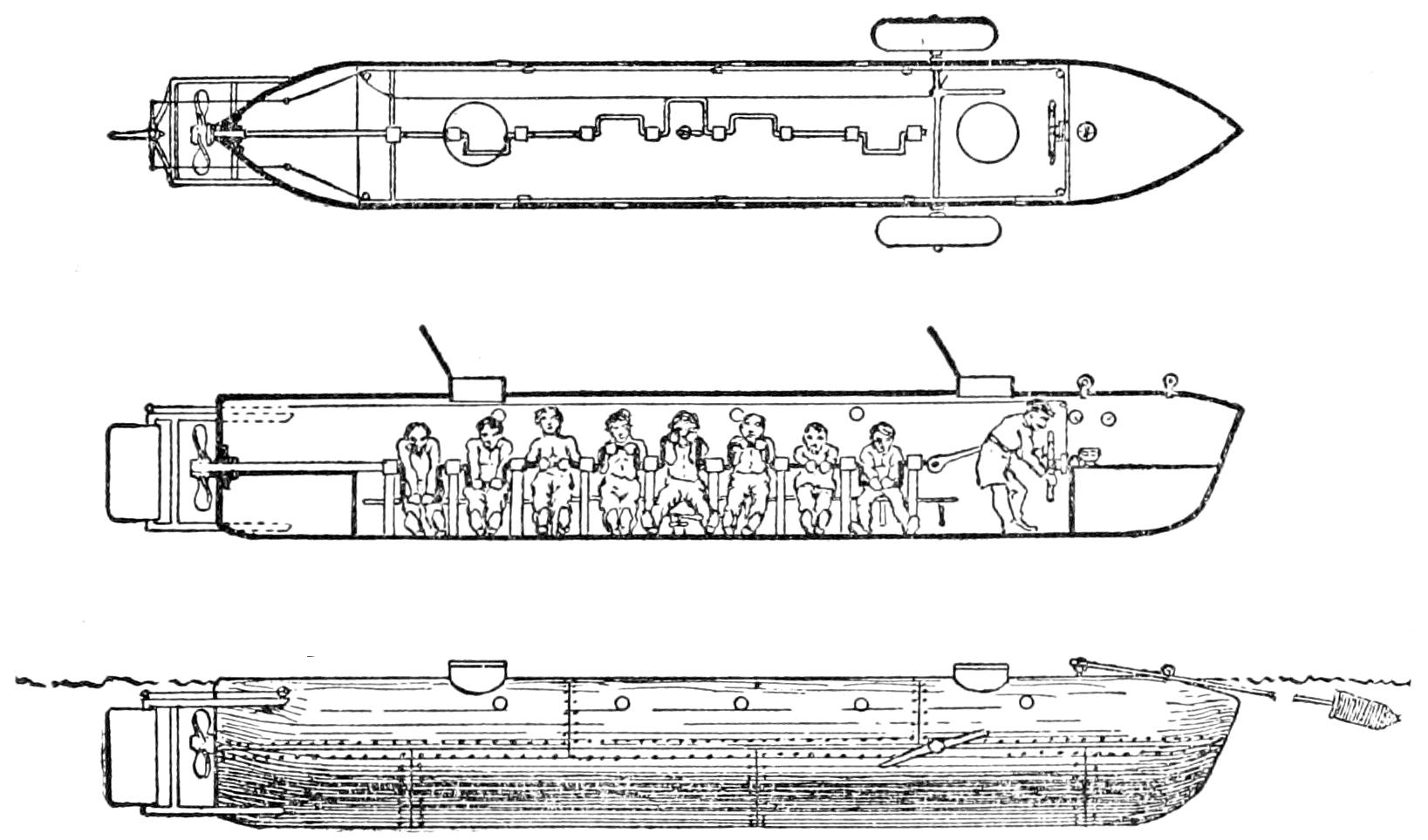
Esquema de funcionamiento del sumergible.

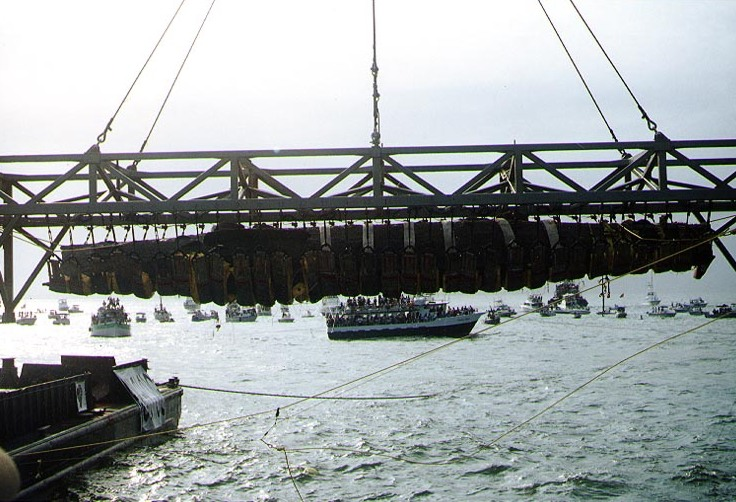
Recuperación del sumergible el 8 de agosto de 2000.

El Hunley tenía el objetivo de atacar a los buques del Norte, concretamente a los que estaban efectuando bloqueos a los puertos del Sur.
El sumergible tenía una larga pértiga con una carga explosiva atada en la proa, a esto se le conocía comúnmente como torpedo de pértiga o de botalón. En este tipo de sumergibles, para hacer el ataque, el submarino se tenía que acercar al buque objetivo, colocarle el explosivo, alejarse y entonces detonarlo para hundir al buque enemigo. Este tipo de ataques eran muy difíciles de manejar y los submarinos no tenían más suministro de aire que el contenido en el compartimento principal, lo que dificultaba la posibilidad de hacer maniobras extra.
El 17 de febrero de 1864 el Hunley hundió al USS Housatonic en la bahía de Charleston, de esta forma el USS Housatonic se convirtió en el primer barco de la historia en ser hundido por el ataque de un sumergible. Aunque no todo fueron celebraciones para los confederados, ya que en el mismo combate el propio Hunley desapareció, supuestamente según informes contemporáneos tras comunicar la baja del USS Housatonic.
El destino del sumergible fue un misterio hasta que su pecio fue encontrado en 1995, a 300 metros del lugar del hundimiento del Housatonic y a solo 10 m de profundidad, y fue reflotado en 2000; en el interior estaban los restos de sus tripulantes. Su posición indicaba que se mantuvieron en sus puestos y no intentaron escapar. En 2017, un estudio informó que el Hunley tuvo suficiente oxígeno para 2 horas; el ataque al USS Housatonic fue exitoso, pero después la tripulación supuestamente se habría quedado sin suficiente oxígeno para volver a la costa.
Otro sumergible confederado fue hundido en su viaje inaugural en el lago de Pontchartrain; fue hallado en tierra en los años 1870 y actualmente se exhibe en el Museo Estatal de Luisiana.
En general los sumergibles no tuvieron un gran impacto en el desenlace de la guerra, pero anunciaron su futura importancia en la guerra naval, aumentando el interés por ellos, y el Hunley fue uno de esos pioneros.

## Conservación y tripulación
Tras una minuciosa investigación y excavación arqueológica subacuática, fue emergido el 8 de agosto de 2000 por la grúa de la barcaza Karlissa. A las 8:37 horas, el submarino volvió por primera vez a la superficie en más de 136 años, recibido por una multitud que lo vitoreaba en la costa y las embarcaciones circundantes. A continuación fue enviado a Charleston, donde fue asegurado en el Warren Lasch Conservation Center, en el antiguo Charleston Navy Yard, en un tanque de agua dulce específicamente diseñado para su conservación y consolidación hasta que pudiera exponerse nuevamente al aire. Las hazañas del Hunley y su descubrimiento y recuperación fueron el tema de un episodio de la serie de televisión The Sea Hunters, titulado Hunley: First Kill. La nave se exhibe en el Warren Lasch Conservation Center en Charleston, y una réplica en el Battleship Memorial Park en Mobile, Alabama.
La tripulación estaba compuesta por el teniente George E. Dixon (de Alabama u Ohio, comandante de la nave), Frank Collins (de Virginia), Joseph F. Ridgaway (de Maryland), James A. Wicks (nativo de Carolina del Norte que vivía en Florida), Arnold Becker (de Alemania), el cabo Johan Frederick Carlsen (de Dinamarca), C. Lumpkin (probablemente británico) y Augustus Miller (probablemente un antiguo artillero alemán).
Aparte del comandante del submarino, el teniente George E. Dixon, las identidades de los tripulantes voluntarios habían sido un misterio durante mucho tiempo. El antropólogo Douglas Owsley que examinó sus restos determinó que cuatro de los hombres eran estadounidenses, y los otros cuatro nacidos en Europa, con base en las firmas químicas que quedan en los dientes y huesos procedentes de la dieta y agua ingerida, permitiendo desde finales del siglo XX averiguar con gran precisión dónde nacieron, crecieron y residieron en vida las personas antiguas cuyos huesos se examinan. Cuatro de los hombres habían comido a lo largo de su vida mucho maíz, un alimento estadounidense entonces, mientras que los otros cuatro se habían alimentado principalmente de trigo y centeno, de consumo habitual europeo. Examinando los registros de la Guerra de Secesión y análisis de ADN, la genealogista forense Linda Abrams pudo llegar a la identidad de los cuatro estadounidenses, pero la de los europeos requirió más tiempo, resolviéndose en 2004. Los restos de los ocho tripulantes fueron enterrados en el cementerio Magnolia de Charleston el 17 de abril de 2004, con honores militares confederados y asistiendo al funeral representantes de las cuatro ramas del ejército con uniformes actuales y 10 000 personas vestidas de época.
En el año 2002, la investigadora principal Maria Jacobsen, al examinar el área junto al teniente Dixon, encontró una moneda de oro deformada, acuñada en 1860, con la inscripción "Shiloh April 6, 1862 My life Preserver G.E.D." (Shiloh 6 de abril de 1862, Mi salvavidas G. E. D.) en el reverso pulido y liso de la moneda, y un antropólogo forense encontró una herida curada en la cadera del teniente. Ello confirmaba una historia transmitida en su familia: Dixon tenía la moneda consigo durante la batalla de Shiloh, donde fue herido en el muslo el 6 de abril de 1862. La bala golpeó en la moneda que guardaba en el bolsillo, salvando su pierna y posiblemente su vida. Hizo grabar la moneda de oro y la llevaba como amuleto de la suerte. Su reloj de bolsillo se detuvo a las 8:23 p. m..
La muerte por asfixia es agónica y dura minutos, en que instintivamente se lucha por la vida. En otros accidentes con submarinos, los cuerpos de los tripulantes siempre aparecen amontonados en las zonas de salida. Era inusual que los tripulantes del Hunley permanecieran en sus puestos y así se sospechó otra teoría, lanzada en 2017. En realidad, fallecieron casi en el acto en la propia explosión del torpedo, alcanzados por su onda de choque. La carga explosiva resultó demasiado grande para salir indemnes: En 2013 se descubrió que el torpedo estaba unido a la pértiga de solo cinco m de largo con una cinta de cobre, el submarino no podía desprenderlo y huir, como se creyó. Las manchas de sangre en algunos de los cerebros también sugieren una hemorragia interna. Al empezar a filtrarse agua dentro, sin nadie que manejara las bombas de achique, el submarino a la deriva se fue al fondo.